# Hampton (Arkansas)
Hampton è una località degli Stati Uniti d'America, capoluogo della contea di Calhoun, nello Stato dell'Arkansas.